# Амзибаш
Амзибаш (баш. Әмзебаш) — деревня в Калтасинском районе Башкортостана, административный центр Амзибашевского сельсовета.

## Топонимика
Название исходит от гидронима Амзибаш — исток реки Амзи.

## История
Деревня Амзибаш была основана в 1795 году дворцовыми крестьянами из села Касёва.
В 1870 году в деревне было 84 двора, население составляло 211 мужчин и 260 женщин. Действовала часовня, три водяные мельницы.
В 1926 году являлась деревней в Калегинской волости Бирского кантона Башкирской АССР.

## Население
| 1870 | 2002 | 2009 | 2010 |
| ---- | ---- | ---- | ---- |
| 471  | ↗524 | ↗545 | ↘417 |

Национальный состав
Согласно переписи 2002 года, преобладающая национальность — марийцы (98 %).

## Географическое положение
Расстояние до:
- районного центра (Калтасы): 18 км,
- ближайшей ж/д станции (Янаул): 73 км.